# Archelon
Archelon é uma tartaruga marinha extinta do Cretáceo Superior, e é a maior tartaruga já documentada, com o maior exemplar medindo 4.6 m da cabeça à cauda e 2.2-3.5 t em massa corporal. É conhecido apenas do Pierre Shale e possui uma espécie, A. ischyros. No passado, o gênero também continha A. marshii e A. copei, embora estes tenham sido reatribuídos a Protostega e Microstega, respectivamente. O gênero foi nomeado em 1895 pelo paleontólogo americano George Reber Wieland com base em um esqueleto de Dakota do Sul, que o colocou na extinta família Protostegidae. A tartaruga marinha de couro (Dermochelys coriacea) já foi considerada seu parente vivo mais próximo, mas agora, acredita-se que Protostegidae seja uma linhagem completamente separada de qualquer tartaruga marinha viva.
Archelon tinha uma carapaça de couro em vez da carapaça dura vista nas tartarugas marinhas. A carapaça pode ter apresentado uma fileira de pequenas cristas, cada uma com pico de 2.5 ou 5 cm de altura. Tinha um bico especialmente adunco e as suas mandíbulas eram hábeis em esmagar, por isso provavelmente comia crustáceos de casca dura, moluscos, e possivelmente até esponjas, enquanto se movia lentamente sobre o fundo do mar. Também consumiu potencialmente outros animais, enquanto nadava mais perto da superfície, como águas-vivas, lulas ou nautilóides. No entanto, seu bico pode ter sido mais bem adaptado para cortar carne, sendo o peixe outra possível escolha de presa. Com as suas grandes e fortes barbatanas dianteiras, o Archelon era provavelmente capaz de produzir golpes poderosos necessários para viagens em mar aberto e, se necessário, escapar de outros predadores marinhos. Ele habitava o norte do Mar Interior Ocidental, uma área temperada de ameno a frio, dominada por plesiossauros, aves marinhas hesperornitiformes e mosassauros. Pode ter sido extinto devido ao encolhimento da rota marítima, ao aumento das taxas de mortalidade infantil (no mar), aos maiores casos de predação de ovos e filhotes (em terra) e ao rápido resfriamento do clima.

## Taxonomia

### História da pesquisa

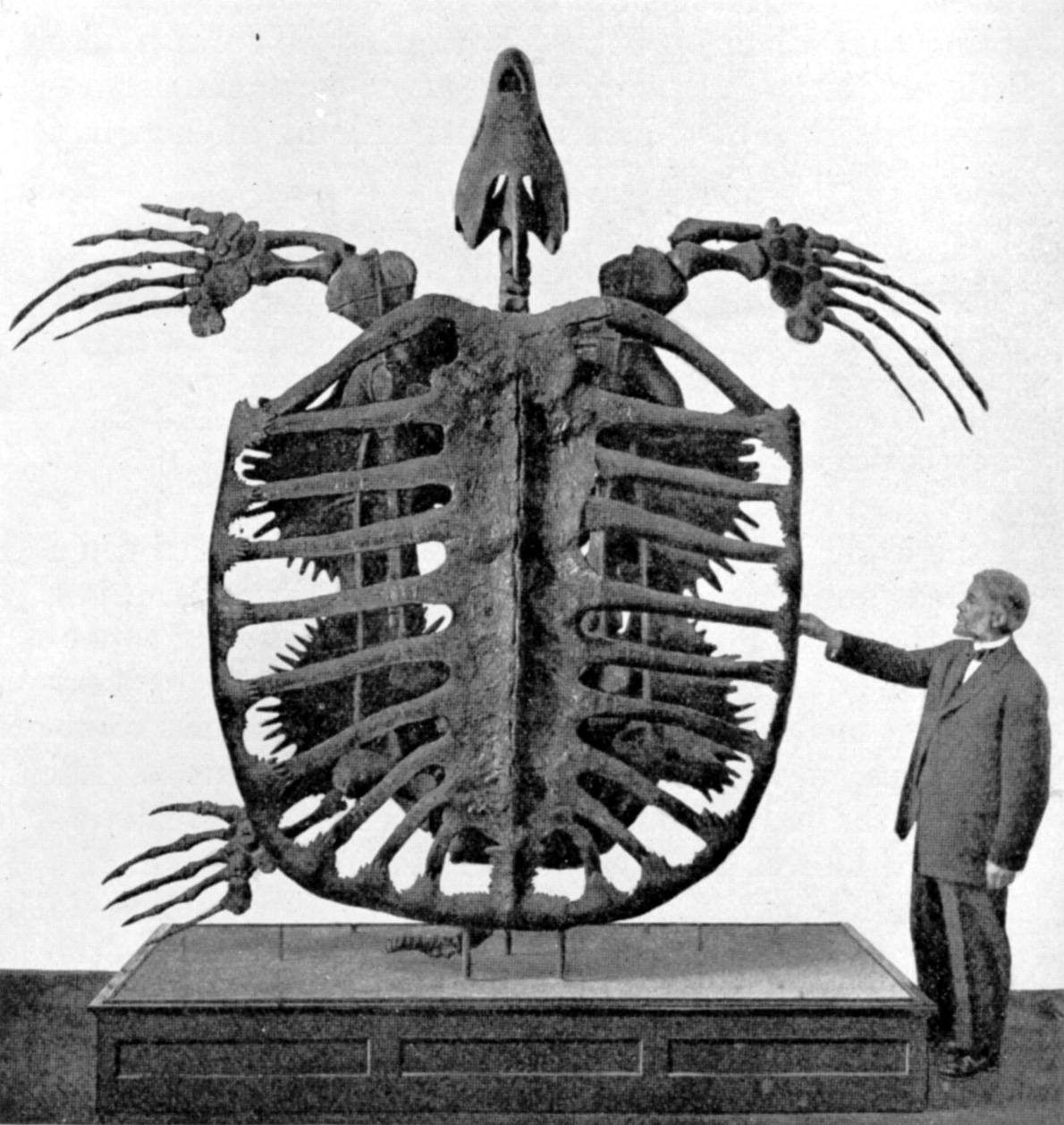
Holótipo (YPM 3000) no Yale Peabody Museum

O espécime holótipo, YPM 3000, foi coletado de Pierre Shale, do final do Campaniano, na Dakota do Sul, ao longo do rio Cheyenne, condado de Custer, pelo paleontólogo americano George Reber Wieland em 1895, e descrito por ele no ano seguinte com base em um esqueleto quase completo, excluindo a caveira. Ele o chamou de Archelon ischyros, nome de gênero do grego antigo ἀρχη (arkhe) 'primeiro/cedo', χελώνη (chelone) 'tartaruga', e nome da espécie de ἰσχυρός (ischyros) 'poderoso'. Wieland colocou-o na família Protostegidae, que incluía na época os menores Protostega e Protosphargis. Este último está agora na família Cheloniidae. Um segundo espécime, um crânio, foi descoberto em 1897 na mesma região.

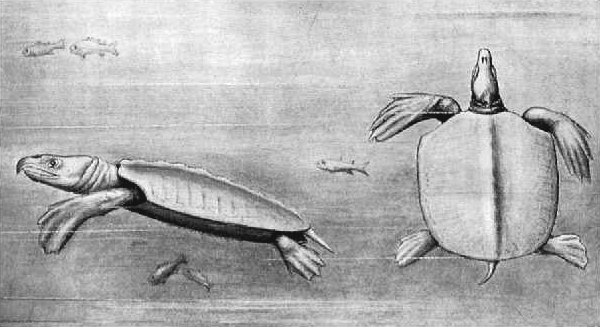
Restauração de 1914 pelo paleontólogo americano Samuel Wendell Williston

Em 1900, Wieland descreveu uma segunda espécie, A. marshii, a partir de restos recolhidos em 1898 pelo paleontólogo americano Othniel Charles Marsh, a quem o nome da espécie se refere, com base no facto de a parte inferior da concha (plastrão) ser mais espessa e os úmeros mais retos. Contudo, em 1909, Wieland reclassificou-o como Protostega marshii. Em 1902, um terceiro espécime, quase completo, foi coletado também ao longo do rio Cheyenne. Em 1953, o paleontólogo suíço Rainer Zangerl dividiu os Protostegidae em duas famílias: Chelospharginae e Protosteginae; ao primeiro foram atribuídos Chelosphargis e Calcarichelys, e ao segundo Archelon e Protostega. No mesmo estudo, o Kansas Protostega copei, que foi descrito pela primeira vez por Wieland em 1909 e nomeado em homenagem a Edward Drinker Cope, que primeiro criou a família Protostegidae, foi transferido para o gênero Archelon como A. copei. Em 1998, A. copei foi transferido para o novo gênero Microstega como M. copei. Em 1992, um quarto e o maior espécime até hoje, apelidado de "Brigitta", foi descoberto no condado de Oglala Lakota, Dakota do Sul e reside no Museu de História Natural de Viena.

### Evolução

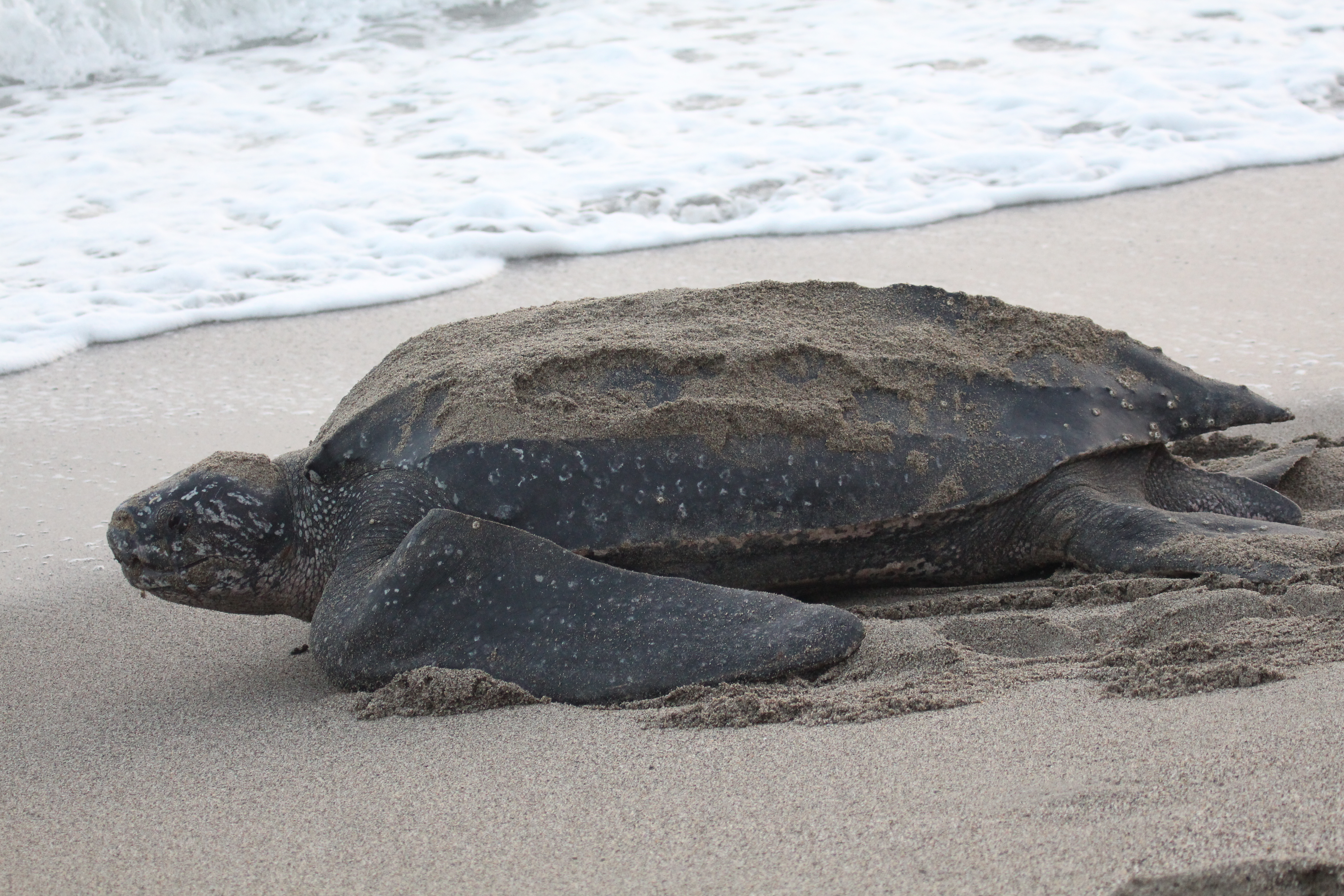
A tartaruga marinha era anteriormente considerada o parente vivo mais próximo.

O grupo irmão dos Protostegidae tinha sido, no passado, considerado como Dermochelyidae, e assim o seu parente vivo mais próximo teria sido a tartaruga-de-couro dermochelyidae (Dermochelys coriacea). Contudo, estudos filogenéticos concluem que os protostegídeos representam uma linhagem completamente separada, antiga e (basal) que se originou no Jurássico Superior, removendo a família da superfamília Chelonioidea (que inclui todas as tartarugas marinhas). Neste modelo, Archelon não compartilha ancestral marinho com nenhuma tartaruga marinha.

## Descrição

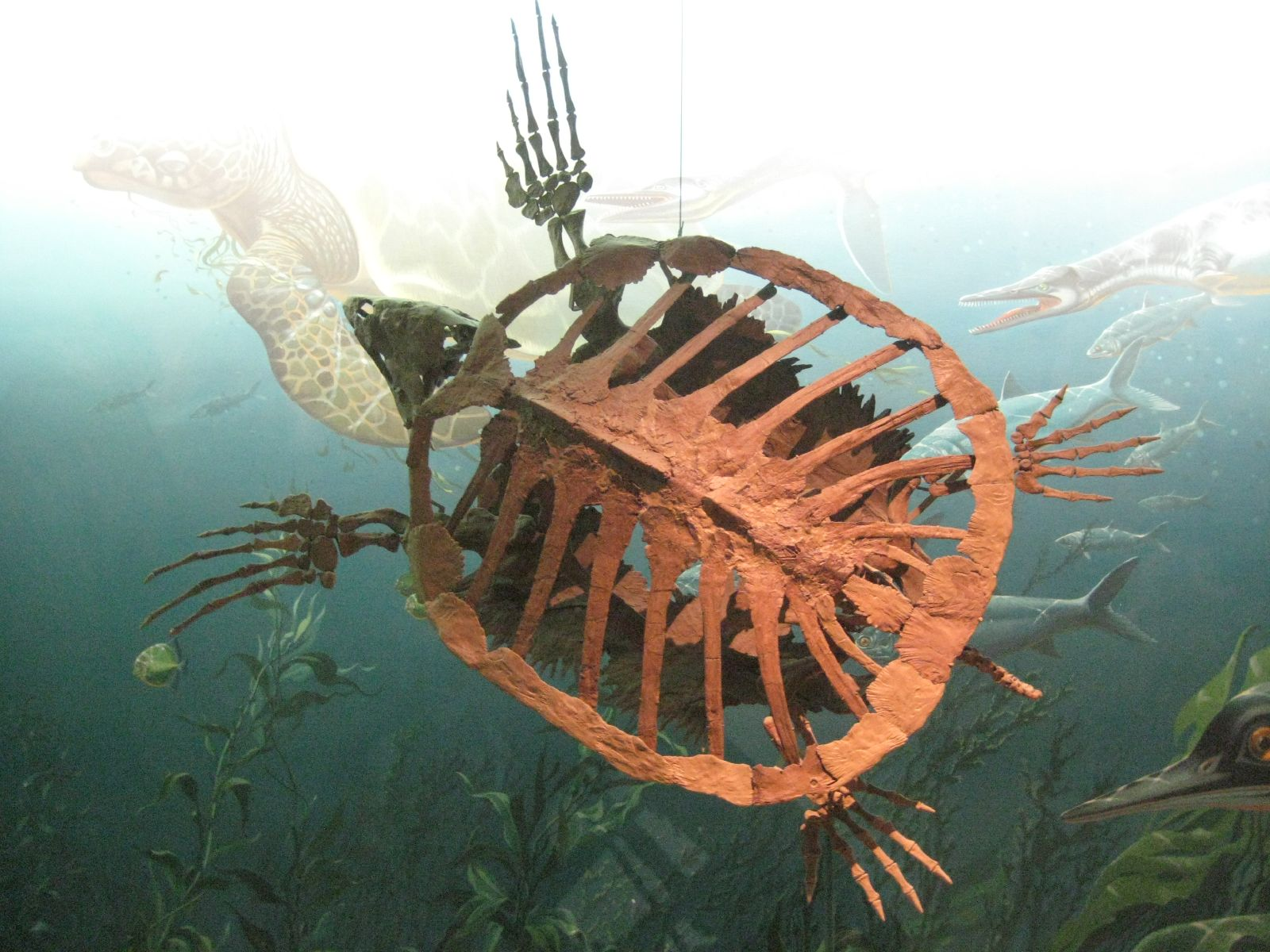
Protostega, homônimo de Protostegidae

O holótipo mede 353 cm da cabeça à cauda, com a cabeça medindo 60 cm, o pescoço 72 cm, as vértebras torácicas 135 cm, o sacro 15 cm, e a cauda 70 cm. O maior exemplar, Brigitta, mede cerca de 4.6 m da cabeça à cauda e 4 m de nadadeira a nadadeira, e, em vida, pesava cerca de 2.-3.2 t. Crânios de Archelon medidos em até 100 cm.
Archelon tinha uma cabeça distintamente alongada e estreita. Tinha um bico adunco definido que provavelmente estava coberto por uma bainha em vida, lembrando os bicos das aves de rapina. No entanto, na parte de trás, a ponta do bico é cega em comparação com esses animais. Grande parte do comprimento da cabeça deriva das pré-maxilas alongadas - que é a parte frontal do bico neste animal - e das maxilas. Os ossos jugais, os ossos da face, devido à cabeça alongada, não se projetam tanto quanto em outras tartarugas. As narinas são alongadas e repousam no topo do crânio, ligeiramente posicionadas para a frente, e são incomumente horizontais em comparação com as tartarugas marinhas. Os ossos jugais (maçãs do rosto) são arredondados em oposição a triangulares nas tartarugas marinhas. O osso articular, que formava a articulação da mandíbula, provavelmente estava fortemente envolto em cartilagem. A mandíbula provavelmente se moveu em um movimento de martelo.

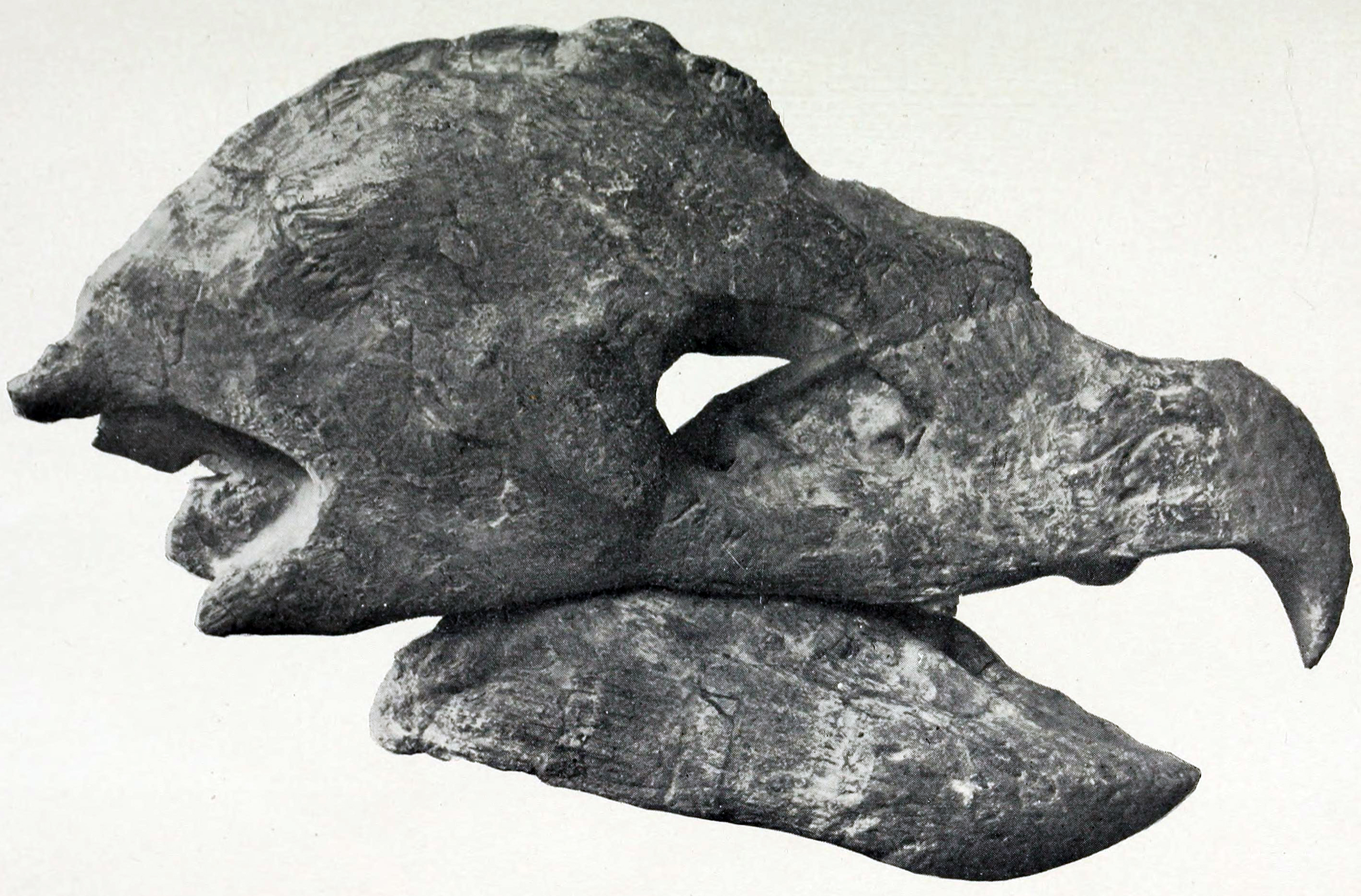
Archelon tinha um bico pronunciado.

Cinco vértebras cervicais foram recuperadas do holótipo, e provavelmente teve oito no total em vida; eles são em forma de X, procélicos – côncavos na lateral em direção à cabeça e convexos na outra – e sua estrutura espessa indica fortes músculos do pescoço. Foram encontradas dez vértebras torácicas, aumentando de tamanho até a sexta e diminuindo rapidamente, e têm pouca ligação com a carapaça. As três vértebras do sacro são curtas e planas. Provavelmente tinha dezoito vértebras caudais; os primeiros oito a dez (provavelmente na mesma área da carapaça) tinham arcos neurais, enquanto os restantes não. Sua cauda provavelmente tinha uma ampla gama de mobilidade, e acredita-se que ela fosse capaz de dobrar em um ângulo de quase 90° horizontalmente.

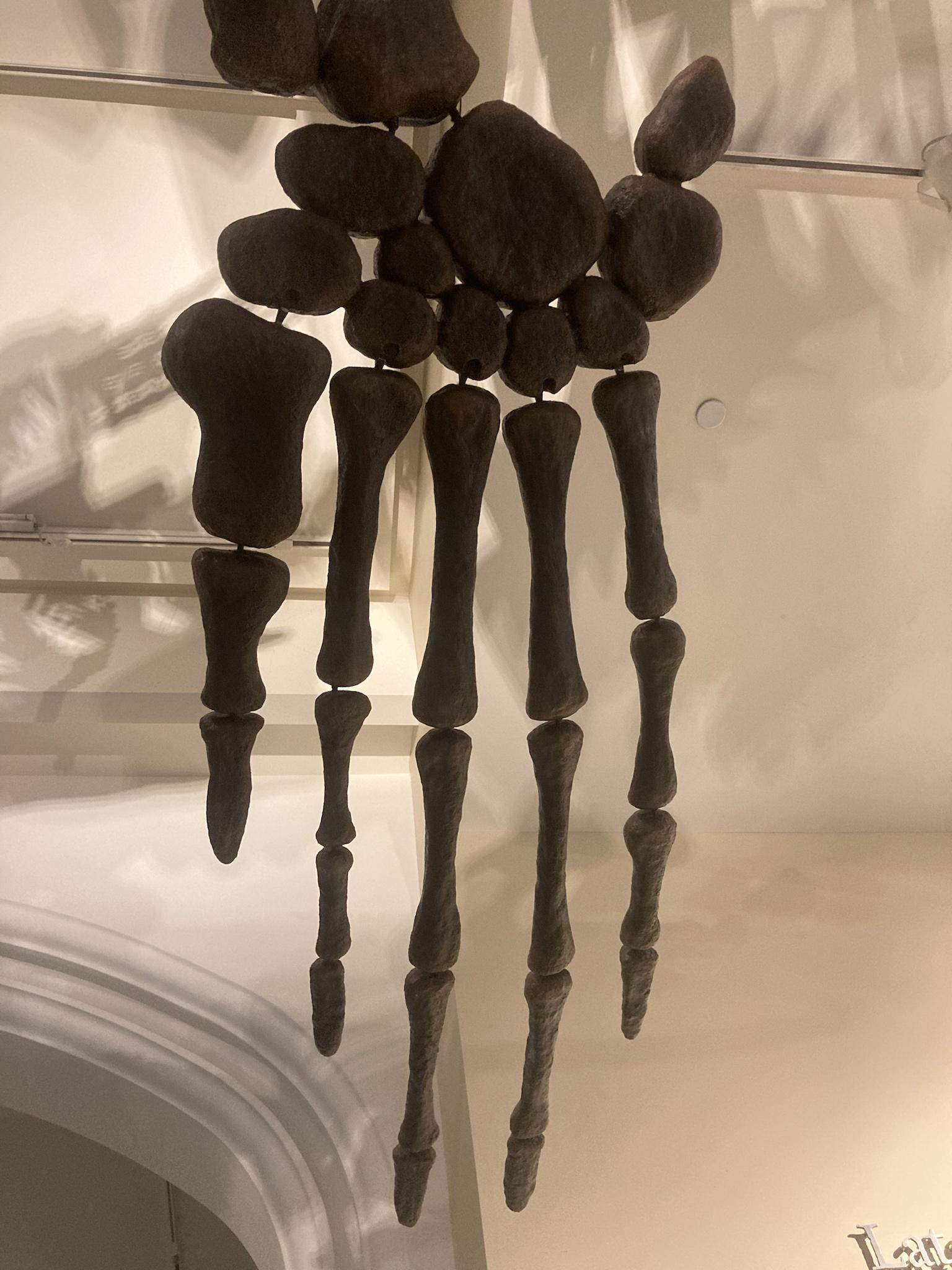
Foreflipper de Archelon

Os úmeros na parte superior dos braços são proporcionalmente maciços, e os raios e ulnas dos antebraços são curtos e compactos, indicando que o animal teve nadadeiras fortes em vida. As nadadeiras teriam uma extensão entre 490 e 610 cm, embora provavelmente seja a estimativa mais conservadora. Estrias nos ossos dos membros indicam crescimento rápido, com semelhanças com a tartaruga marinha de couro, a tartaruga de crescimento mais rápido conhecida, cujos juvenis têm uma taxa média de crescimento de 8.5 cm por ano.

### Carapaça
A carapaça compreende em cada lado oito nevrálias – as placas mais próximas da linha média – e nove pleurálias – as placas que ligam a linha média às costelas. As placas da carapaça são em sua maioria uniformes em dimensões, com exceção dos dois pares de placas correspondentes à oitava vértebra torácica que são menores que as demais, e da placa pygal mais próxima da cauda que é maior. Archelon tem dez pares de costelas e, como a tartaruga-de-couro, mas ao contrário de outras tartarugas marinhas, a primeira costela não encontra a primeira pleural. Como nas tartarugas marinhas, a primeira costela é visivelmente mais curta que a segunda, neste caso, três quartos do comprimento. A segunda a quinta costelas se projetam em ângulo reto a partir da linha média e, no holótipo, cada uma mede 100 m de comprimento. Uma costela aumenta de espessura na direção vertical distalmente, à medida que se afasta da linha média, e as costelas são relativamente maiores e mais desenvolvidas do que as das tartarugas marinhas. Da segunda à quinta costelas, no holótipo, originam-se com espessura de 2.5 cm e termina com cerca de 4 a 5 cm de espessura.

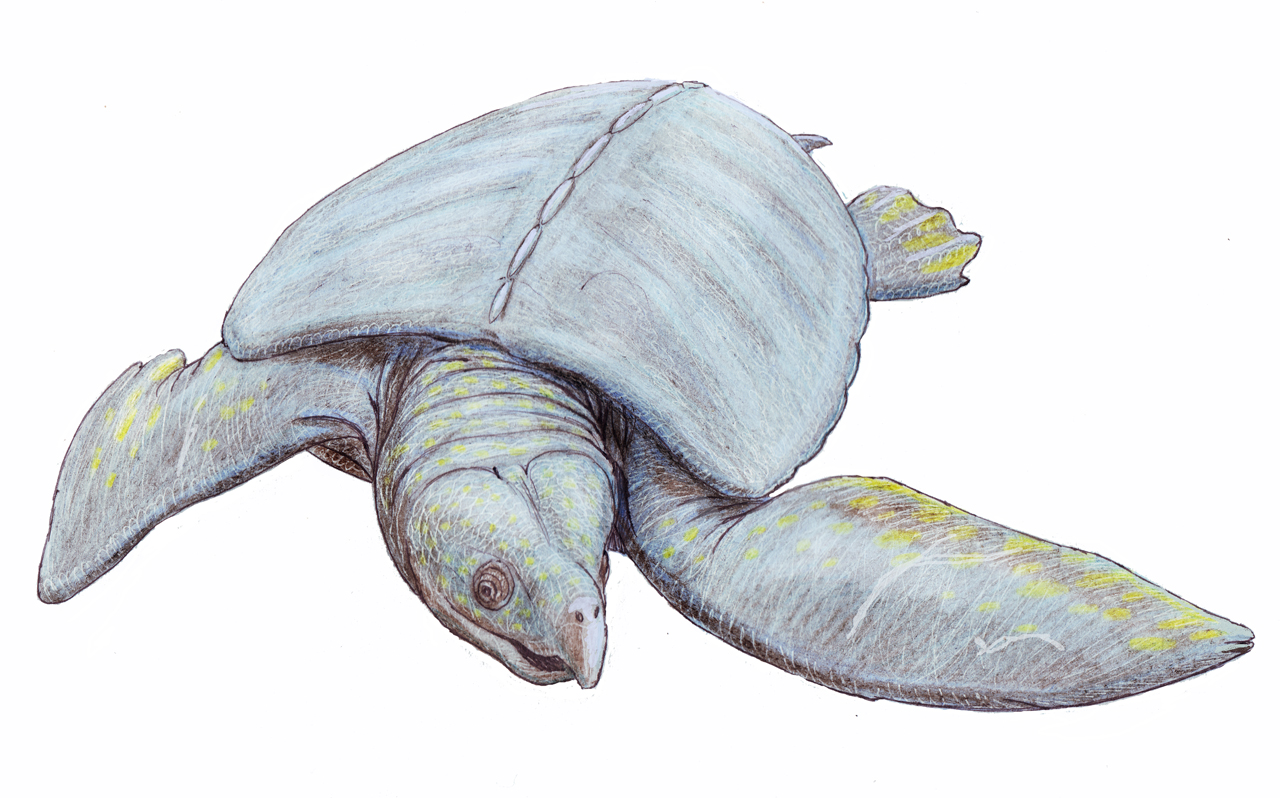
Restauração

A neuralia e a pleural formam suturas altamente irregulares e semelhantes a dedos onde se encontram, e uma placa pode ter ficado sobre a outra enquanto o osso ainda estava em desenvolvimento e maleável. A neuralia e a pleuralia – as porções ósseas da carapaça – são particularmente finas, e as costelas, especialmente a primeira costela, e a cintura escapular são extraordinariamente pesadas e podem ter tido que suportar um estresse extra para compensar, uma condição observada em antigos ancestrais tartarugas. Archelon possui estruturas osteoscleróticas, onde o osso é denso e pesado, que provavelmente serviu de lastro em vida semelhante aos ossos dos membros das baleias e outros animais de mar aberto.
A carapaça, em vida, provavelmente apresentava uma fileira de cristas ao longo da linha média sobre a região do peito, talvez totalizando sete cristas, com cada crista atingindo o pico de 2.5 ou 5 cm. Na ausência de pescoço e placas pleurais firmemente articulados, a pele sobre a carapaça era provavelmente espessa, forte e coriácea para compensar e apoiar adequadamente a cintura escapular. Esta carapaça de couro também é vista na tartaruga marinha. A composição esponjosa é semelhante aos ossos vistos em vertebrados de mar aberto, como golfinhos ou ictiossauros, e provavelmente também foi uma adaptação para reduzir o peso geral.

### Plastrão

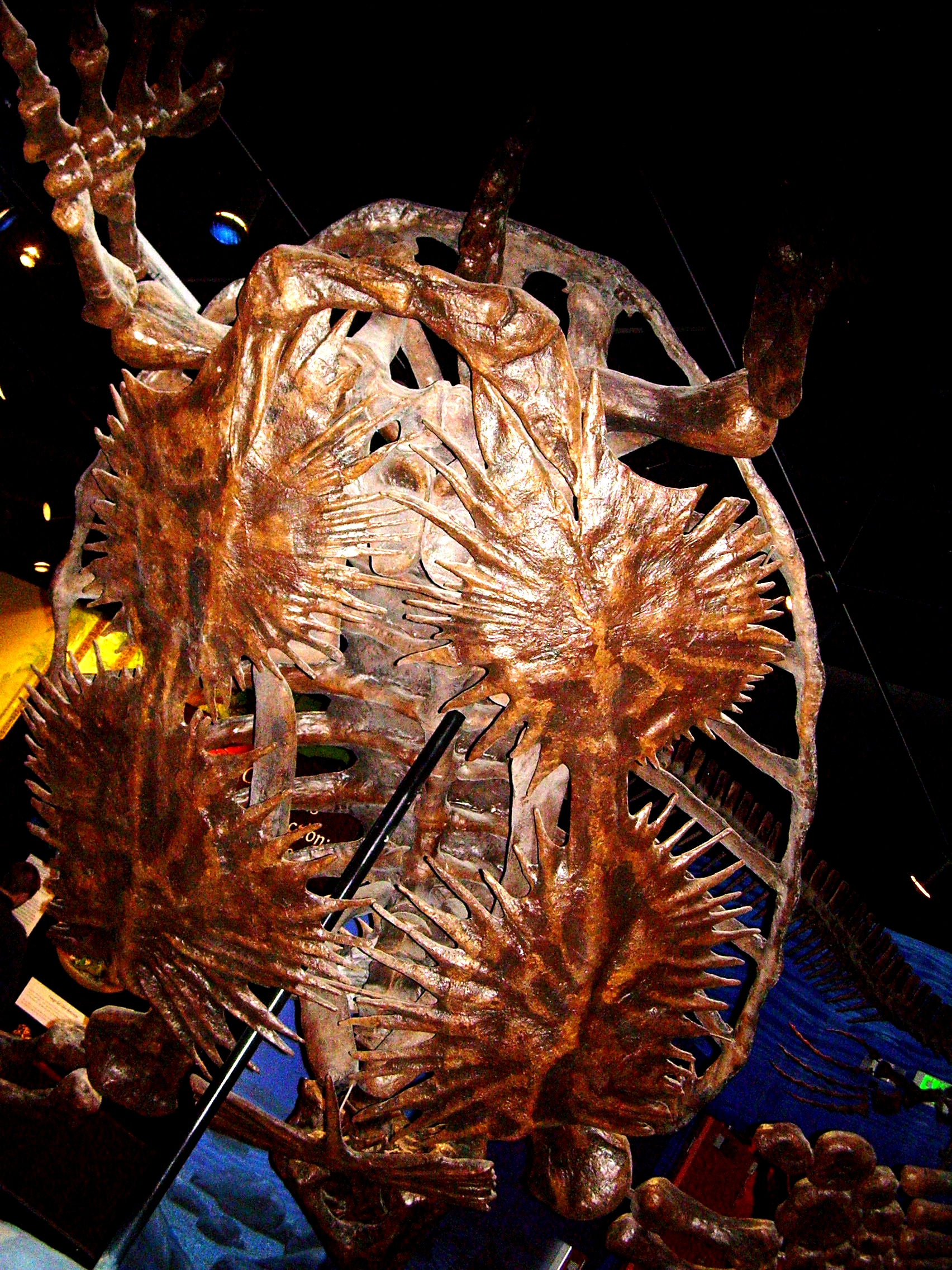
Plastrão Archelon no Museu Norte-Americano de Vida Antiga

O plastrão de uma tartaruga, sua parte inferior, compreende (da cabeça até a cauda) o epiplastrão, o entoplastrão, que é pequeno e está preso entre o primeiro e o hioplastrão; depois vem o hipoplastrão e, por fim, o xifiplastrão. O plastrão, como um todo, é espesso, e mede (em exemplar descrito em 1898) 210 cm de comprimento. Ao contrário da carapaça, apresenta estrias por toda parte.
Nos protostegídeos, o epiplastrão e o entoplastrão são fundidos, formando uma única unidade chamada "entepiplastrão" ou "paraplastrão". Este entepiplastrão tem forma de T, ao contrário dos entoplastrões em forma de Y de outras tartarugas. A borda superior do T é arredondada, exceto no centro, que apresenta uma pequena projeção. O lado externo é ligeiramente convexo e ligeiramente curvado, afastando-se do corpo. As duas extremidades do T ficam achatadas, ficando mais largas e finas à medida que se afastam do centro.
Uma crista espessa e contínua conecta o hioplastrão, o hipoplastrão e o xifiplastrão. O hioplastrão apresenta um grande número de espinhos projetando-se em torno da circunferência. O hioplastrão é ligeiramente elíptico e fica mais fino à medida que se afasta do centro, antes da erupção dos espinhos. Os espinhos crescem grossos e estreitos em direção à porção intermediária. Os sete a nove espinhos que se projetam em direção à cabeça são curtos e triangulares. Os seis espinhos intermediários são longos e finos. Os últimos 19 espinhos são planos. Não há marcas que indiquem contato com o entepiplastrão. O hipoplastrão é semelhante ao hioplastrão, exceto que possui mais espinhos, um total de 54. O xifiplastrão tem formato de bumerangue, característica primitiva em contraste com os retos vistos nas tartarugas mais modernas.

## Paleobiologia

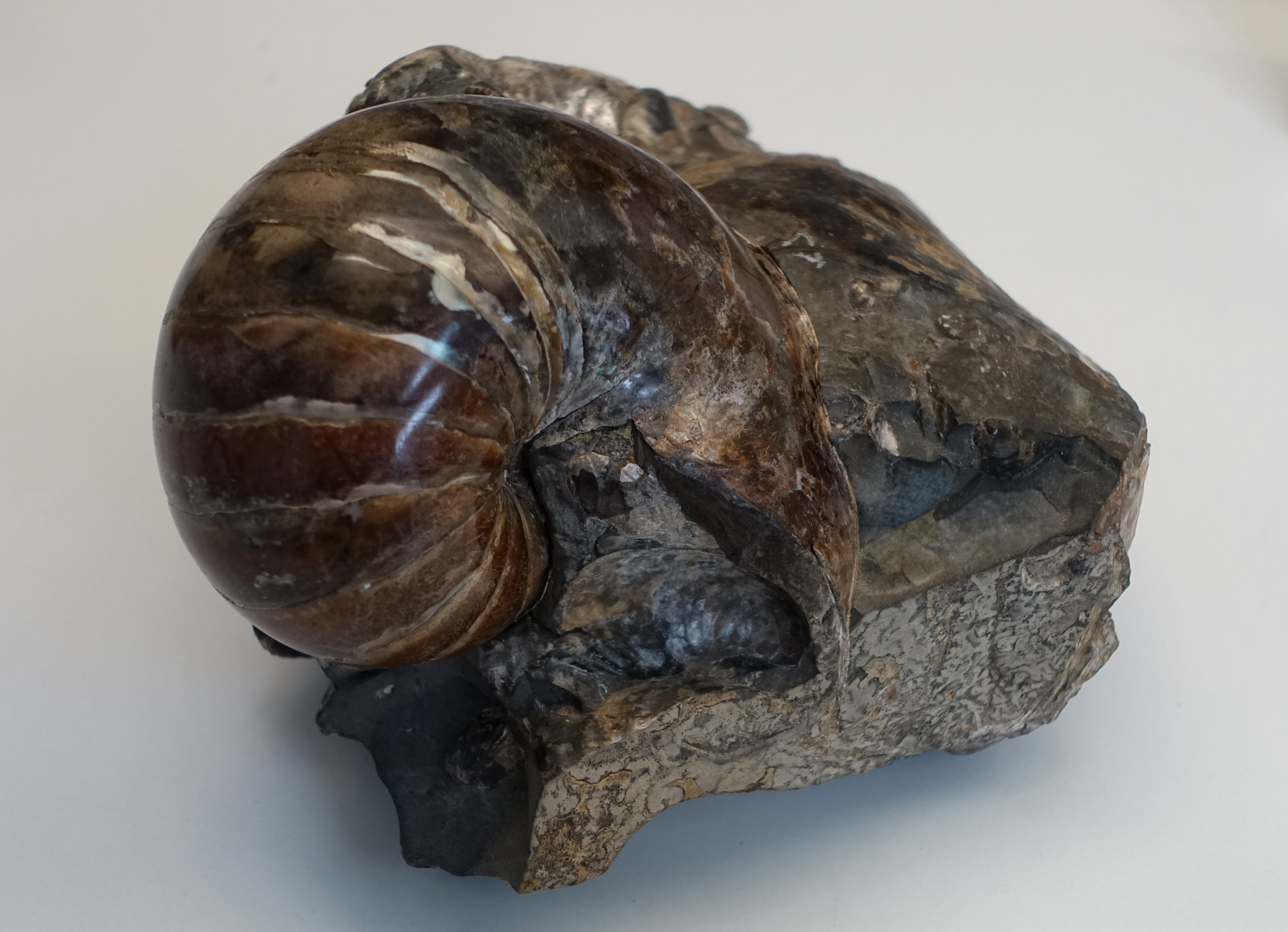
Eutrephoceras dekayi pode ter sido uma fonte de alimento. Acima do Museu de História Natural de Nuremberg

Archelon era um carnívoro obrigatório. O plastrão grosso indica que o animal provavelmente passou muito tempo no fundo do mar macio e lamacento, provavelmente um alimentador de fundo lento. Segundo o paleontólogo americano Samuel Wendell Williston, as mandíbulas foram adaptadas para esmagamento, o que implica que a tartaruga comia grandes moluscos e crustáceos. Em 1914, ele sugeriu que os abundantes bivalves do Cretáceo, de casca fina e que vivem no fundo — alguns excedendo 120 cm de diâmetro — teria sido facilmente capaz de sustentar Archelon. No entanto, estes provavelmente estavam ausentes na via marítima interior central ocidental no início do Campaniano. Por outro lado, o bico pode ter sido adaptado para cortar carne. Poderia ter sido capaz de atingir peixes e répteis maiores, bem como, semelhante à tartaruga marinha, criaturas de corpo mole, como lulas e águas-vivas. Porém, é possível que o bico afiado tenha sido usado apenas em combate contra outros Archelon. O náutilo Eutrephoceras dekayi foi encontrado em grande número perto de um espécime de Archelon e pode ter sido uma fonte potencial de alimento. Archelon também pode ter ocasionalmente limpado as águas superficiais.

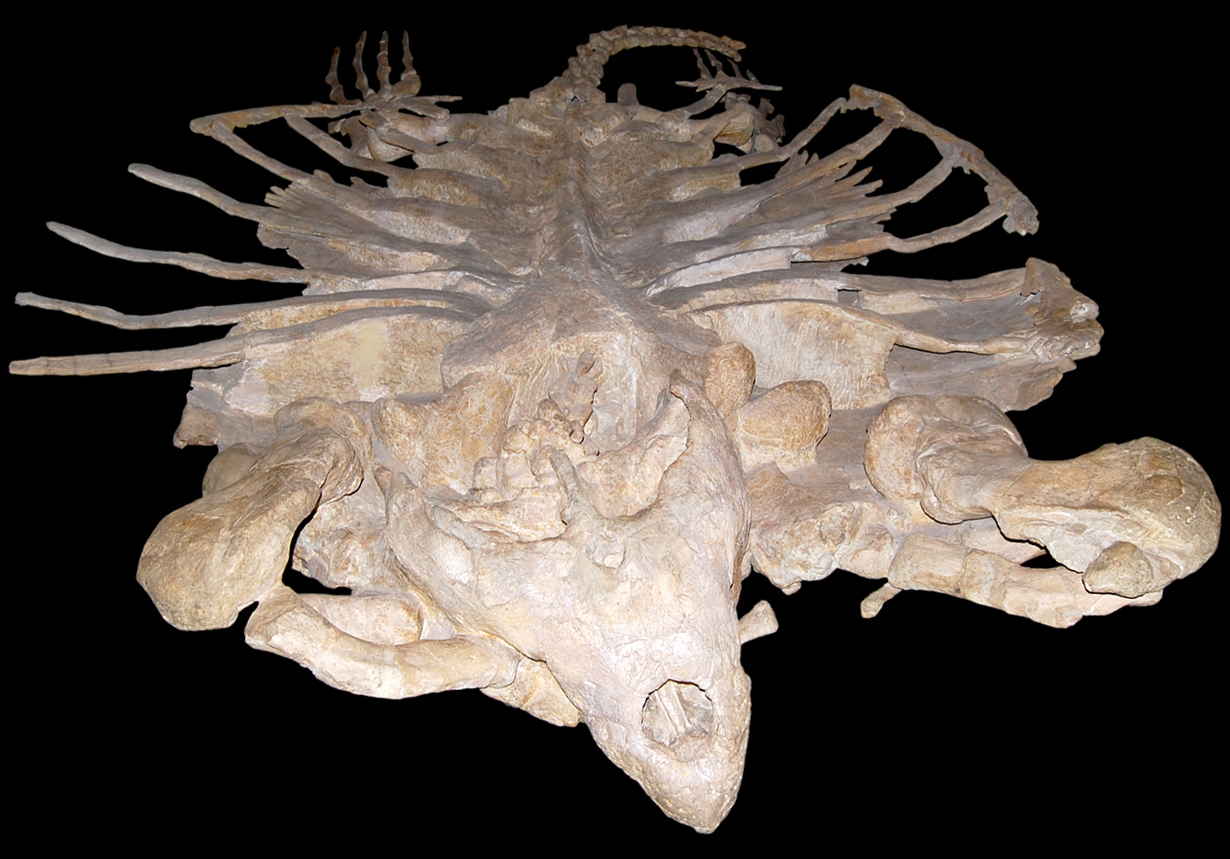
"Brigitta", o maior espécime, no Museu de História Natural de Viena

Archelon provavelmente tinha braços mais fracos e, portanto, menos poder de natação do que a tartaruga-de-couro e, portanto, não frequentava tanto o mar aberto, preferindo águas mais rasas e calmas. Isto é indicado pela semelhança das proporções úmero/braço e mão/braço dele e dos quelonídeos, que são conhecidos por terem um fraco desenvolvimento dos membros em nadadeiras e uma preferência por águas rasas. Por outro lado, a grande proporção nadadeira-carapaça dos protostegídeos e a extensão similarmente grande das nadadeiras, como a da tartaruga marinha quelônica predadora (Caretta caretta), combinada com um corpo largo, indicam que eles poderiam ter perseguido presas ativas, embora provavelmente não poderia ter sustentado altas velocidades. No geral, pode ter sido um nadador moderadamente bom, capaz de viajar em mar aberto.
Archelon, como outras tartarugas marinhas, provavelmente teria que vir para terra firme para nidificar; como outras tartarugas, provavelmente cavou um buraco na areia, botou várias dezenas de ovos e não participou da criação dos filhos. A nadadeira inferior direita do holótipo está faltando, e o crescimento atrofiado do osso da nadadeira restante indica que isso ocorreu no início da vida. Pode ter sido o resultado de uma tentativa de predação por um pássaro quando filhote e tentando escapar para o mar, mordido por algum grande predador, como um mosassauro ou um Xiphactinus, ou foi esmagado por adultos maiores enquanto pastoreava na costa. No entanto, esta última situação é improvável, uma vez que os juvenis provavelmente não frequentavam as costas mesmo durante a época de reprodução. Estima-se que Brigitta tenha vivido até 100 anos e pode ter morrido parcialmente coberta de lama, brumando — um estado de dormência — no fundo do oceano. No entanto, a crença de longa data de que as tartarugas marinhas brumam debaixo d'água como as tartarugas de água doce pode estar incorreta, dada a alta frequência de superfície necessária para evitar o afogamento.

## Paleoecologia

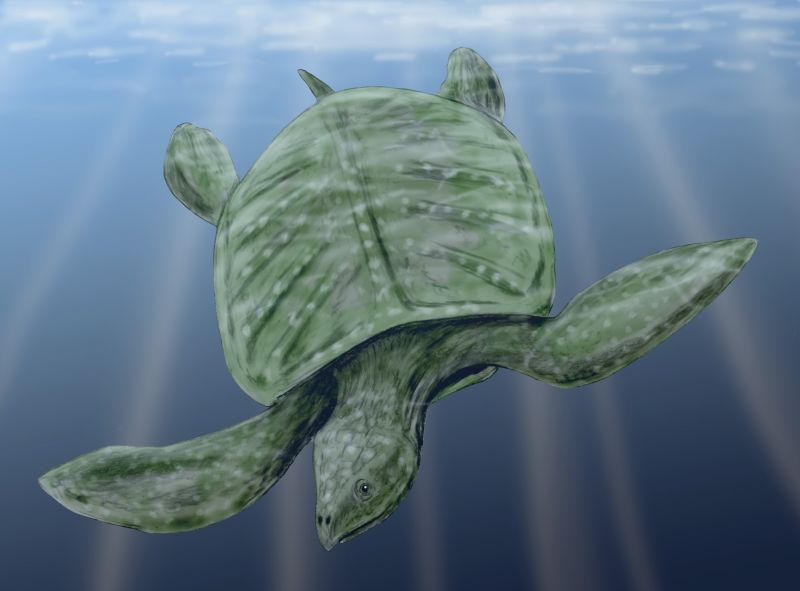
Restauração no meio ambiente

Archelon habitava o raso Mar Interior Ocidental; o fundo do mar lamacento e pobre em oxigênio provavelmente não tinha mais do que 180 m abaixo da superfície, e a temperatura média da água pode ter sido de 17 °C (63 °F) no Campaniano.  As Dakotas do Cretáceo Superior foram submersas na Subprovíncia Interior do Norte, uma área caracterizada por temperaturas moderadas a frias, com abundância de plesiossauros, aves marinhas hesperornitiformes e mosassauros, particularmente Platecarpus. Não há evidências fósseis de migração de vertebrados entre as províncias do norte e do sul. Embora os tubarões fossem geralmente mais comuns na província do sul, vários tubarões são conhecidos do Pierre Shale, incluindo Squalus, Squalicorax, Pseudocorax e Cretolamna. Outros grandes peixes predadores incluem os ictiodectídeos como o Xiphactinus. A assembléia de invertebrados do Pierre Shale inclui uma variedade de moluscos, nomeadamente amonites - do Pierre Shale Placenticeras placenta, Scaphites nodosus, Didymoceras e Baculites ovatus - bivalves - como o gigante Inoceramus - as belemnites semelhantes a lulas, e náutilo.
À medida que a rota marítima migrava progressivamente para o sul, é possível que Archelon não tenha conseguido migrar com ela. A crescente ameaça de predação de ovos ou filhotes por novas espécies marinhas, ou de mamíferos, pode ter levado à extinção de Archelon, e o desaparecimento de protostegídeos gigantescos parece ter coincidido com o aumento do tamanho dos dermoquelídeos. Protostegidae está mais ou menos ausente nos depósitos do Maastrichtiano, no último Cretáceo, e provavelmente morreu devido a uma tendência de resfriamento à qual outras tartarugas conseguiram sobreviver devido a algumas capacidades termorreguladoras. A temperatura média da água pode ter diminuído para 7 ou 12 ºC dependendo dos níveis estimados de CO2. No entanto, alguns fósseis de Kansas Pierre Shale da era Maastrichtiana podem ter sido erodidos há milhões de anos, e é possível que Archelon tenha sobrevivido até o Maastrichtiano.

### Texto citado
- Liddell, H. G.; Scott, R. (1980) [1871]. A Greek-English Lexicon abridged ed. Oxford, United Kingdom: Oxford University Press